# Sheen (Staffordshire)
Pour les articles homonymes, voir Sheen.
Sheen est un village et une paroisse civile du Staffordshire, en Angleterre.